# Toile de confiance

Toile de confiance de l'utilisateur Ingo (en jaune). Il a une confiance directe en ses amis (en rouge) et une confiance indirecte en les utilisateurs en bleu.

En cryptographie, la toile de confiance est un concept utilisé par PGP, GnuPG, ainsi que d'autres applications compatibles avec OpenPGP. La toile de confiance permet de vérifier la relation entre une clé publique et une identité numérique.
C'est un modèle de confiance décentralisé, une alternative aux modèles de confiance centralisés de la plupart des autres infrastructures à clés publiques.
Contrairement aux modèles centralisés où la confiance que l'on peut prêter ne passe que par une autorité de certification (CA ou hiérarchie de CA) dont on ne sait rien pour la plupart, une toile de confiance est relative à un individu qui peut choisir lui-même les tiers (en général d'autres personnes physiques) à qui il fait confiance.
De ce fait, il existe de nombreuses toiles de confiance indépendantes. N'importe qui peut en faire partie (via son propre certificat), et être un lien entre différentes toiles.
Le concept de toile de confiance aurait été initialement décrit par Philip Zimmermann, créateur de PGP, dans le manuel de PGP 2.0, en 1992. C'est l'expression « web of confidence » (plus tard « web of trust ») qui est employée dans le guide de l'utilisateur de PGP 2.6.2, publié deux ans après, en octobre 1994.

## Fonctionnement
Dans OpenPGP, les certificats d'identité sont vérifiés par la signature numérique d'autres utilisateurs. Ces utilisateurs, en signant ce certificat, peuvent renforcer (pour d'autres) l'association entre une clé publique et la personne ou l'entité désignée par ce certificat. Cette action est habituellement effectuée lors de key signing parties.
Dans la pratique, un certificat reçu par Jean est considéré comme valide :
- si Jean l'a lui-même signé ;
- ou si le certificat est signé par une personne à laquelle Jean a donné sa confiance totale ;
- ou si le certificat est signé par trois personnes auxquelles Jean a donné une confiance partielle.

Ces paramètres sont ajustables par l'utilisateur, en fonction de ses besoins. Ils peuvent même être complètement ignorés.
Pour simplifier, chaque utilisateur a deux clés : une clé privée et une clé publique. La clé privée n'est connue que de son utilisateur, mais la clé publique peut être diffusée à tout le monde. Ce principe a essentiellement deux emplois :
- le chiffrement

Un message est chiffré avec la clé publique du destinataire. Ce dernier utilise sa clé privée pour le déchiffrer avant de le lire.
- la signature

L'origine d'un message peut être attestée par une signature, identifiant unique de ce message, chiffré avec la clé privée de l'expéditeur. Techniquement, cet identifiant est une empreinte cryptographique du message.
Pour vérifier l'origine du message, il suffit d'en déchiffrer la signature avec la clé publique de l'expéditeur. Si la valeur trouvée est égale à l'empreinte du message calculée localement, le message est authentique.
Le principe de toile de confiance est alors assez simple :
- Jean signe l'identifiant Paul dans le certificat de Paul ;
- lorsque Marie veut vérifier que Jean a signé Paul, elle utilise la clé publique de Jean pour vérifier sa signature dans le certificat de Paul ;
- Marie fait confiance à Jean. Elle reçoit un message signé de Paul. Elle vérifie que la signature est bonne avec la clé publique de Paul (clé récupérée le plus souvent depuis un serveur de clés). Comme elle fait pleinement confiance à Jean, elle valide de plus le fait que c'est bien Paul qui a signé ce message.

Ce système assure que c'est bien Paul qui envoie un message. En effet, Paul envoie un message signé avec sa clé privée, et, s'il n'utilise pas de serveur de clés, un certificat contenant des signatures de personnes qui peuvent confirmer que c'est bien Paul qui détient ce certificat.
Il suffit de vérifier les signatures du certificat pour vérifier que c'est bien Paul qui l'a envoyé. Si on ne fait pas confiance aux signataires, on ne peut valider que c'est bien Paul qui possède la clé privée associée à cette signature, et donc que c'est bien lui qui a signé. Dans ce cas la signature peut être bonne (faite par un certain Paul) mais invalide (on n'est pas sûr que ce Paul existe vraiment).

## Strong Set
Le strong set désigne le plus grand ensemble de clés PGP reliées entre elles par des signatures valides. C'est la base d'un réseau de confiance universel.
Toutes les clés dans le strong set ont un chemin entre elles. Bien que des groupes de clés isolés (non reliés au strong set) puissent exister, il suffit qu'un membre d'un tel groupe signe la clé et fasse signer sa clé par un membre du strong set pour que le groupe isolé devienne une partie du strong set.
Le strong set contenait environ 55 000 clés au début de l'année 2015.

## Toiles de confiance publiques
Il existe plusieurs toiles de confiance cryptographiques publiques à grande échelle parmi lesquelles : 
- le "strong set" PGP évoqué ci-dessus (55 000 clés en 2015)

- la toile de confiance Debian utilisée pour signer des paquets logiciels (1 500 clés en 2016[5])
- la toile de confiance Bitcoin OTC utilisée dans les places d'échanges Bitcoin (5 900 membres en 2023[6])
- la toile de confiance Duniter utilisée pour la monnaie Ğ1 (8 400 clés en 2023[7])
- la toile de confiance BrightID (12 697 "trust units" en 2024[8])

Ces toiles de confiance ont des applications diverses incluant la preuve d'identité (en).